# ۷۴۹ (میلادی)
۷۴۹ (میلادی) هفتصد و چهل و نهمین سال تقویم میلادی است.

## درگذشتگان
‎